# Gazelle
ServiceOS (ex «Gazelle») — браузер, анонсований компанією Microsoft на початку 2009 року. Новий браузер буде застосовувати принципи поділу ресурсів, характерні для багатозадачних операційних систем, що, згідно з думкою Microsoft, підвищить його надійність при збереженні прийнятної продуктивності. Браузер розробляється із чистого аркуша, без використання напрацювань Internet Explorer.

## Ядро
В основі Gazelle лежить власне ядро, відмінне від того, що використовується в Internet Explorer. Головні особливості нового браузера Microsoft — стабільність і зовсім новий підхід до архітектури браузера, подібний реалізованому в Google Chrome і анонсованому в Mozilla Firefox.
Gazelle не дозволяє плагінам прямо звертатися до комп'ютера, і, крім того, поводиться як маленька операційна система. Він також ізолює в пам'яті різні частини вебсторінки, що й забезпечує високу стабільність роботи.